# Theatops phanus
Theatops phanus är en mångfotingart som beskrevs av Chamberlin 1951. Theatops phanus ingår i släktet Theatops och familjen Cryptopidae. Inga underarter finns listade i Catalogue of Life.